# ベストモータリング
『ベストモータリング』 (Best MOTORing) は、株式会社2&4モータリング社より発売されていた月刊カー・ビデオマガジン。

## 概要
講談社（編集は三推社、現在の講談社ビーシー）の自動車雑誌「ベストカー」の映像版として1987年12月に創刊された、国内著名レーシングドライバーによるインプレッションなどを中心とした映像媒体の雑誌。その創刊経緯から、1990年代初頭までは「ベストカー」でインプレッションや寄稿を担当していた竹平素信、徳大寺有恒なども出演していた事がある。1991年には市販車メインの特集が主だった本誌に対し、チューニングカーを中心に取り扱う兄弟誌の「ホットバージョン」も創刊された（2018年現在も発行中）。
元々VHSビデオで販売されていたが、後に媒体がDVDへと変わった。価格は2008年時点でDVD60分の収録時間で2,000円（税込み2,100円）。一般に「ベスモ」と略され、商品パッケージには「Best MOTORing」と表記されている。2009年1月号より、収録映像サイズが16:9となった。
2002年には東京通信ネットワーク（TTNet、後のパワードコム）と提携し「ベストモータリング.jp」が開設され、日本車中心の新車の印象や人気レーサーによるドライビングテクニックなどのコンテンツが提供された。
2011年4月25日、翌日に発売される2011年6月号を最後に休刊となることが発表され、発売元である2&4モータリング社も消滅した。
なお動画の権利は「ホットバージョン」の発行を引き継いだHVプロジェクトが継承しており、2016年よりYouTubeに「ベストモータリング公式チャンネル」を開設、過去の動画の一部を無料配信している。

## 出演（キャスター）
- 黒澤元治
- 中谷明彦
- 清水和夫
- 大井貴之 1990年代後半まで、2&4モータリングの副編集長・キャスター・企画・進行役をしていたが、その後2&4モータリングより独立して離脱し、以後はスポット的に出演するようになった。
- 服部尚貴
- 桂伸一
- 原貴彦
- 粕谷俊二
- 黒澤琢弥
- 土屋圭市
- 木下隆之
- 小幡栄
- 中川隆正
- 道上龍
- 伊藤大輔
- 山路慎一
- 荒聖治
- 井出有治
- 田中哲也
- 片岡龍也
- 飯田章
- 脇坂寿一
- 影山正美
- 本山哲
- 福山英朗
- 土屋武士
- 和田久
- 横島久
- 中子修
- 岡田秀樹
- 鈴木利男
- 田嶋栄一
- 竹内浩典
- 津々見友彦
- 長坂尚樹
- 星野一義
- 徳大寺有恒
- 竹平素信

## 出演（ナレーション）
- 神谷明（初期から2005年6月号まで）
- 多比良健（2005年6月号から休刊まで）
- 政宗一成（主に御老公の全国ドラテク特訓行脚）
- 窪田等（サブコーナーや別冊ビデオスペシャル）
- 大森章督
- 若本規夫
- 荻島正己（初期ナレーション）

## 主な内容（休刊間際）
- ニューカーインプレッション：毎月注目の車をレーシングドライバーがサーキット・ワインディングコースを使ってインプレッション。
- サーキットバトル：注目車種とそのライバル車種をサーキット（主に筑波サーキット）に集めて最速車を決定する。
- パニックブレーキランキング:高速走行からのパニックブレーキで車両の安定性・制動力などを評価する。担当ドライバーは服部尚貴。アシスタントとして佐藤恵が出演。
- サスペンション検定:一般道の走行の他にスラロームやレーンチェンジ走行から各車種のサスペンション能力を評価する。担当ドライバーは荒聖治。

## 主な内容（過去）
- マイカーバトル：キャスターの自己所有車をサーキットで競わせる企画。
- ちょっとチューニングバトル：モデルチェンジした場合、新型車と軽くチューニングした旧型車を競わせる企画。
- ワインディングインプレッション：主に都内の一般道～高速道路～箱根道路を走行し、操縦性や燃費、使い心地を比較する企画。
- スーパーバトル：スーパーカーvs国産スポーツカーという図式で比較する企画。
- チャンピオンズバトル：当時のチャンピオンマシンやキャスターがシーズン中に実際にドライブしていたレーシングマシンを集めて比較する企画。（実際のレースカテゴリーでは比較出来ないバトルを楽しめる）
- 耐久バトル：市販スポーツカーがどこまでサーキット走行に耐えられるか比較する企画。（主に走行会に行く人がタメになる車選びのガイド）

## ホットバージョンの派生
1991年、ホットバージョンが発行され、チューニング関係のハードな内容はそちらに移り、ベストモータリングに改造車が出場する機会は、一部の欧州車を除いて激減した。

## 休刊について
休刊の理由として、ベスモブログには｢若者のクルマ離れでDVDが売れなくなった。ごくごく一般的な理由としては間違いではありません。今は、そうご理解ください。｣という掲載がされた。中谷明彦は、後年になって内容が編集や脚色、脚本による情報操作が強くなり、娯楽性は高まったが真実と乖離してしまい、妥協出来なくなって理念としてベスモを去ったとしている。また初代編集長の正岡貞雄は、こんな内容になってしまったら休刊して当然と述べた。

## エピソード
- 1996年1月号の筑波サーキット無差別級バトルで、黒澤元治が運転するポルシェがバックストレートを走行中に整備不良からギア抜けしていたトランスミッションが壊れたため、突然のスローダウン。黒澤がコースサイドに向かおうとした所、直後を走行中の中谷明彦が運転していたスカイラインGT-R（編集部員の親族による個人所有車）に急接近、中谷は衝突を避けたものの行き場を失いダートに飛び出しクラッシュ寸前に陥った。しかし、中谷の緊急回避操作により、最終コーナーイン側の芝生やピットレーンのギリギリを走るなど、事故を免れた[4]。この騒動の後、当時の状況を中谷本人が解説し、実際のドライブ中に起こりうるシチュエーションでの応用を目的とした、ビデオスペシャルが発売された。
- 1995年4月号でR33型スカイラインGT-Rの広報チューンが発覚した。

- 中谷明彦が後年レブスピードの自伝によると歴代三菱・ランサーエボリューションの開発時に開発費のダシとして利用していたという。